# 세은 미카엘
세은 미카엘 (영어 : MIKHAÉL WILLIAM RYAN 1995년 8월 4일 -)은 중국 · 미국을 중심으로 활동하는 미국 캘리포니아 출신의 연예인이다. 중국에서 인기 아나운서와 가수이다. 중국에서는, 그의 아티스트는 "瑞恩 迷嘉尔"구미 제국에서는 그의 아티스트는 "MIKHAÉL"이다.

## 주해
1. ↑  “'K팝스타' 4개국어 구사 마이클 라이언, 중국어 술술~ 미쓰에이 지아도 감탄!”. http://wstarnews.hankyung.com/. 2014년 4월 24일에 원본 문서에서 보존된 문서. 2014년 4월 4일에 확인함. |publisher=에 외부 링크가 있음 (도움말)